# MTEP
3-[(2-Metil-4-tiazolil)etinil]piridin (MTEP) je lek koji se koristi u naučnim istraživanjima. Razvila ga je kompanija Merck & Co.. On je selektivan alosteran antagonist metabotropnog glutamatnog receptora . On je identifikovan putem studija odnosa strukture i aktivnosti starijeg mGluR5 antagonista . MTEP je naknadno korišten kao vodeće jedinjenje za novije i potentnije lekiva.